# Birchington-on-Sea
Birchington-on-Sea, ook Birchington, is een dorp en civil parish in het noordoosten van Kent, Engeland, aan de kust van het Theems-estuarium, met een bevolking van 9961 inwoners. Het ligt tussen Herne Bay en Margate en is, net als die plaatsen, een badplaats.
Minnis Bay is een populair familiestrand met mogelijkheden om te zeilen en windsurfen. Het strand heeft een prijs gewonnen voor zijn properheid en veiligheid.

## Geschiedenis
In 1240 werd de plaats voor het eerst vermeld als Birchenton, een naam van het oud-Engelse woord Bircen tun. Dit was een boerderij waar berken (birches) groeien.

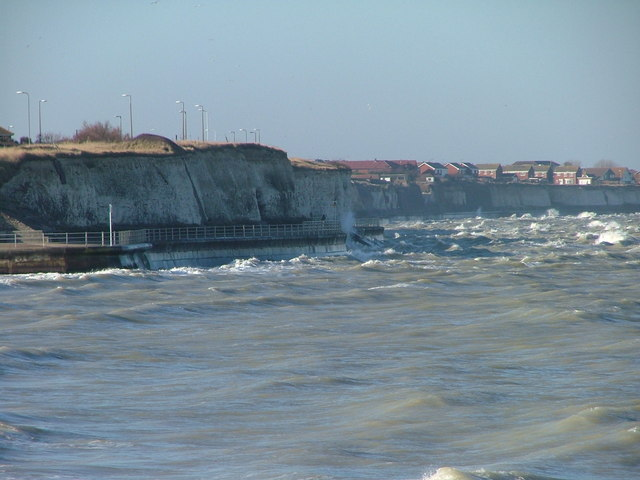
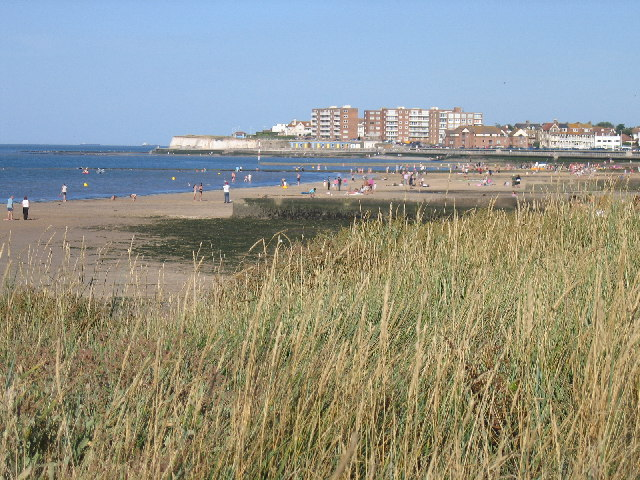